# Малиновый звон
Мали́новый звон — мягкий по тембру звон колоколов, иногда также бубенчиков, шпор. Существует несколько версий происхождения этого термина.

## Происхождение термина
Основная: словосочетание «мали́новый звон» никакого отношения к соответствующим ягоде и цвету не имеет. Происходит от названия города Мехелена, расположенного теперь во Фламандском регионе Бельгии, который по-французски называется Malines (Мали́н), где в Средневековье разработали удачный сплав для литья колоколов. Со времени появления таких колоколов в России в XVIII веке «малиновым» стали называть красивый, мелодично переливающийся звон (сочетание «мали́новый звон» имеет значение: «очень приятный, мягкий по тембру звон»).

В других версиях фигурируют языковое (малиновый — красный — красивый, прекрасный) происхождение (В. Н. Сергеев), и «цветной слух» — синестезия.
А. С. Ярешко выделяет следующую жанрово-каноническую типизацию православных колокольных звонов: перезвоны; трезвон; проводной звон и его типологические варианты; будничные и праздничные звоны; красный, встречный, целодневный, свадебный и малиновый звоны. Особое звучание звона достигается наложением акустических составляющих разных зон колокола при ударе языка колокола.

## История
Уже к XVII веку Мехелен стал европейским центром колокольного литья и колокольной музыки, каковым и остаётся до сих пор. Сейчас в этом городе находится Бельгийская королевская школа карильона, где обучаются музыканты из Европы, Азии и Америки. Первый карильон России, заказанный в Южных Нидерландах Петром I, соответствовал мехеленскому (малиновому) стандарту. В 2003 году Россия и Бельгия совместно выпустили две марки (сцепку), изображающие собор Святого Румбольда в Мехелене и Петропавловский собор в Санкт-Петербурге (в нём был установлен первый карильон России).

## Культурное влияние
В 1987 году на эстраде появилась песня «Малиновый звон» в исполнении Николая Гнатюка (сл. А. Поперечного, муз. А. Морозова), быстро ставшая в СССР популярной (в том же году была исполнена на Песне года). Песню также исполняли Николай и Сергей Радченко, Борис Штоколов, Леонид Шумский и др.